# Federația Română de Dans Sportiv
Federația Română de Dans Sportiv (FRDS) este organismul de conducere a dansului sportiv din România. Înființată în anul 1991, este membră a Comitetului Olimpic Român (COSR) și Federației Mondiale de Dans Sportiv (WDSF).

## Istoric
Federația s-a înființat în anul 1991, prin Ordinul Ministerului Tineretului și Sportului, obținând personalitatea juridică in data de 23 ianuarie 1995. Devine membră a Federatiei Internaționale de Dans Sportiv, în prezent Federația Mondială de Dans Sportiv (WDSF), începând cu 1 ianuarie 1992, și membru al Comitetului Olimpic Român (COSR) din data de 25 ianuarie 1992. 
În ultimi ani, sportivii români, au reușit să obțină mai multe performanțe pe plan internațional, cu diferite victorii la campionatele mondiale și la campionatele europene, reușind altfel să pătrundă în elita dansului sportiv mondial.
Federația a organizat trei campionate mondiale la nivel de tineret și juniori, două campionate europene și o cupă europeană.
În 2013, actualul președinte al federației, Vasile Glica, a fost ales membru în Prezidiul WDSF, iar în 2017 a fost ales vicepreședinte.
În prezent există afiliate la FRDS 213 de structuri sportive, și 16738 de sportivi legitimați.

## Vezi și
- Sportul în România